# Minimalno razapinjuće stablo
Minimalno razapinjuće stablo, pojam iz teorije grafova. To je vrsta razapinjućeg stabla. To je stablo težine (tj. zbroja težina njegovih bridova) manje ili jednake težini svakog drugog razapinjućeg stabla u težinskom grafu.
Mnogi su algoritmi za pronalaženje minimalnog razapinjućeg stabla, Kruskalov, Primov i Boruvkin.